# Fleckové
Fleckové byli rod varhanářů ze severočeské České Kamenice. Mezi lety 1651 až 1741 vyrobili přibližně sto varhan, z nichž se však do současnosti zachovalo jen několik kusů. Svou produkcí patřili mezi nejvýznamnější barokní varhanáře v Čechách.

## Tobias Franz Fleck starší
Narodil se roku 1618 neznámo kde, pravděpodobně však přímo v České Kamenici, neboť v této době zde byl již rod Flecků rozšířený. V roce 1648 se kantor a varhanář Tobias Fleck oženil s Evou, se kterou přivedl na svět šest dcer a teprve roku 1671 syna Tobiase Franze. Fleckovi bydleli od roku 1651 v usedlosti čp. 253. Kantorem byl Tobias Fleck nejpozději do roku 1668 a minimálně od roku 1665 byl členem městské rady. Po smrti své manželky v roce 1675 se již neoženil. Zemřel pět měsíců po synově svatbě a dne 14. července 1698 byl pochován v České Kamenici.

## Tobias Franz Fleck mladší
Narodil se v České Kamenici 19. února 1671. Po smrti matky ho patrně vychovávaly sestry. Varhanářskému řemeslu se vyučil od svého otce. Roku 1694 však odešel na vandr, ze kterého se vrátil na konci roku 1697 či počátkem roku 1698. Dne 19. dubna 1698 se oženil s Marií Salome Cramerovou, kterou patrně poznal v Rakousku během vandru. Společně přivedli na svět jednoho syna a čtyři dcery. Tobias Fleck mladší působil jako městský radní a přibližně v letech 1710–1718 také jako purkmistr. Varhanářskému řemeslu se věnoval až do počátku 40. let 18. století. V roce 1744 ovdověl a na počátku roku 1751 zemřel, pohřben byl 15. ledna v České Kamenici. Jeho smrtí zanikla rodinná varhanářská tradice, protože syn Tobias se stal duchovním. Ve výrobě varhan pokračoval v České Kamenici Benedikt Matzke (asi 1719–1778), pravděpodobně jeden z Fleckových tovaryšů.

## Dílo
Otec a syn Fleckové vyrobili během devíti dekád přibližně stovku varhan. Své nástroje nejčastěji dodávali na Děčínsko, Šluknovsko, Ústecko, Teplicko, Českolipsko a Litoměřicko. Pravděpodobné, i když neprokázané, jsou varhany dodané do Saska. Výtvarné pojetí varhan z dílny Fleckových vycházelo z renesanční tradice, ještě v první třetině 18. století použitá kompozice odpovídala předešlému století. Svými dispozicemi i zvukem se nástroje rovnaly běžné domácí produkci a Česká Kamenice se tak stala významným centrem varhanářství období baroka. Varhany Tobiase Flecka mladšího byly poměrně jednotvárné a ve srovnání s jinými soudobými mistry dražší. Do 21. století se zachovalo jen několik nástrojů z dílny Fleckových, většinu jejich prací nahradily nové.
Dochované varhany
- 1667 – varhany v kostele Panny Marie Nanebevzaté ve Střelné (původně umístěné v zámeckém kostele v Duchcově)
- kolem 1700 – varhany v kostele svatého Petra a Pavla v Křemýži (původně umístěné v kostele svatého Jana Křtitele v Teplicích)
- 1713 – varhany v kostele narození Panny Marie v Dubnici
- 1715 – varhany v kostele Navštívení Panny Marie v Křešicích
- 1726 – pozitiv v zámecké kapli ve Svijanech